# Baintha Brakk
Baintha Brakk (také Ogre) je hora vysoká 7 285 m n. m. v Panmah Muztagh, podhůří pohoří Karákóram v Pákistánu. Je známá svojí obtížností výstupu. Od prvovýstupu v roce 1977 uplynulo 24 let do dalšího výstupu na vrchol v roce 2001.

## Prvovýstup
Po dvou neúspěšných pokusech v roce 1971 a 1976, stanuli na vrcholu v roce 1977 jako první dva Britové - Doug Scott a Chris Bonington. Při sestupu si Scott zlomil obě nohy a Bonington dvě žebra. Sestupovali týden do základního tábora za velké bouře, kde dlouho čekali na pomoc.
Během následujících 24 let se dvaceti expedicím nepodařilo zopakovat výstup na vrchol.
Druhý výstup na vrchol provedli Urs Stöcker, Iwan Wolfe a Thomas Huber 21. července 2001.
Třetí výstup novou cestou vytvořili Američané Kyle Dempster a Hayden Kennedy 21. srpna 2012.